# Delitzsch
Delitzsch (de ː lɪtʃ, de la DACA eslava) es un distrito grande y también un importante centro regional de Sajonia. Con más de 26 500 habitantes Delitzsch es la ciudad más grande en el distrito norte de Sajonia. La ciudad pertenece a la zona metropolitana de Leipzig-Halle, por lo que es parte del área metropolitana del Triángulo de Sajonia.

## Historia
Ciudad fundada según las crónicas en 1200 y reconocida con el estatus de villa en 1300. Tierra por la que han pasado desde los pueblos eslavos hasta por los suecos durante la guerra de los treinta años. Durante la Segunda guerra mundial solo fue destruida la estación.

## Climático

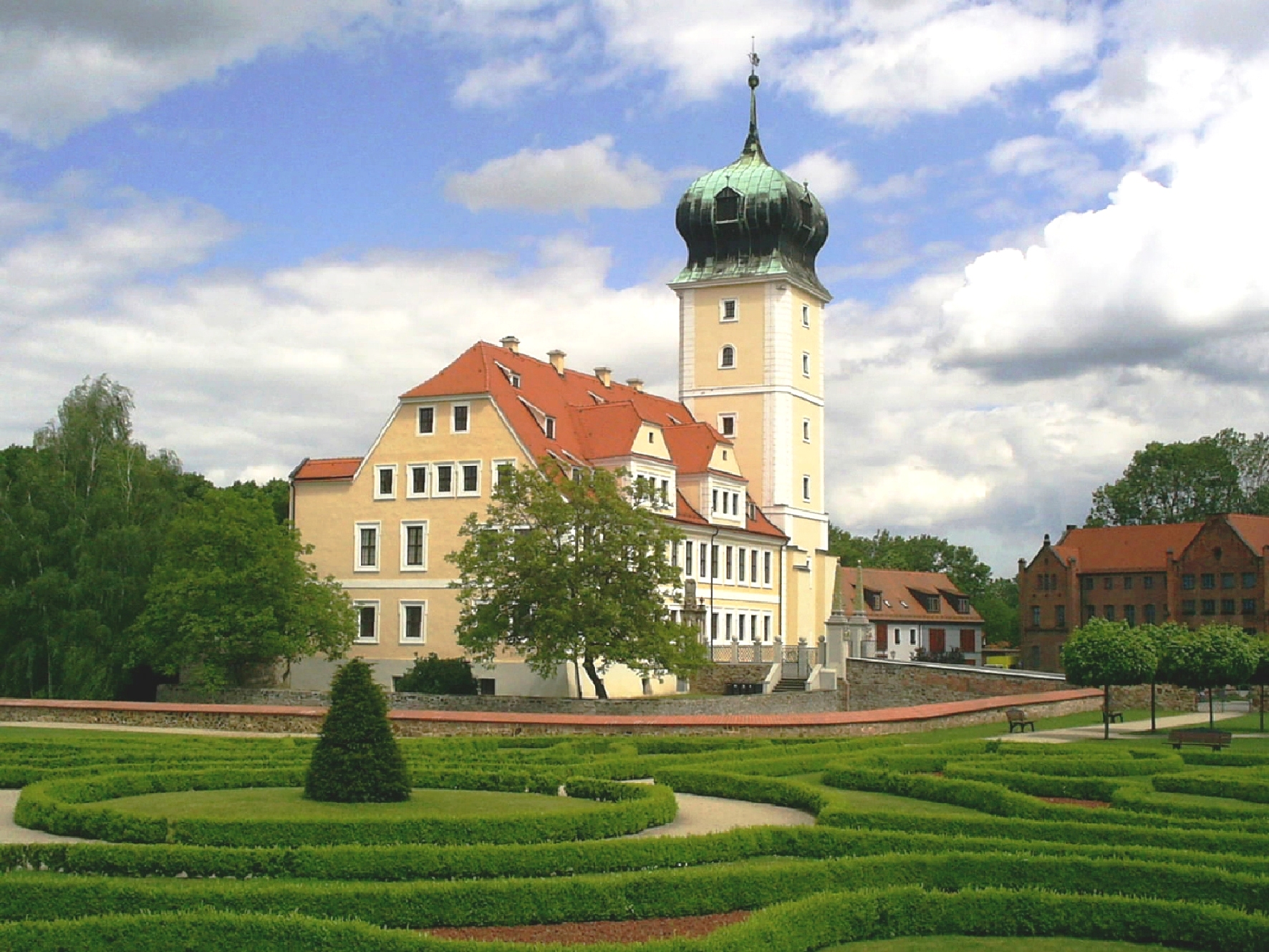
Palacio barroco i Delitzsch

Delitzsch se encuentra en el zona de clima templado, en la zona de transición entre el mar climático de Europa occidental a la clima continental de Europa del Este. La temperatura media anual es de 9,1 °C y la precipitación anual es de 515 mm. Los meses más calurosos son julio y agosto con un máximo de 19 grados Celsius y los meses más fríos son diciembre y enero con -0.6  °C. Las mayores precipitaciones son de junio a agosto con un promedio de 69 mm y las mínimas de diciembre a marzo con un promedio de 34 mm. Los días más soleados son de mayo a agosto, con 6-8 horas de sol por día
son las razones de los patrones climáticos en Delitzsch en el lluvia sombra uno de la resina Harz, que han llegado a la ciudad de la frontera sureste y las capas de almacenamiento de la lluvia de la Montes Metálicos. El día más frío anterior fue el 7 de enero de 2009 con -26,3  °C. El día más caluroso se registró durante una ola de calor, a 38,2 grados Celsius.